# Bukovica (Zenica)
Bukovica es un pueblo ubicado en el territorio de Zenica, en el cantón de Zenica-Doboj, Bosnia y Herzegovina.

## Superficie
Posee una superficie de 5,12 kilómetros cuadrados.

## Demografía
Hasta 2013 la población era de 138 habitantes, con una densidad de población de 26,9 habitantes por kilómetro cuadrado.